# Györösd

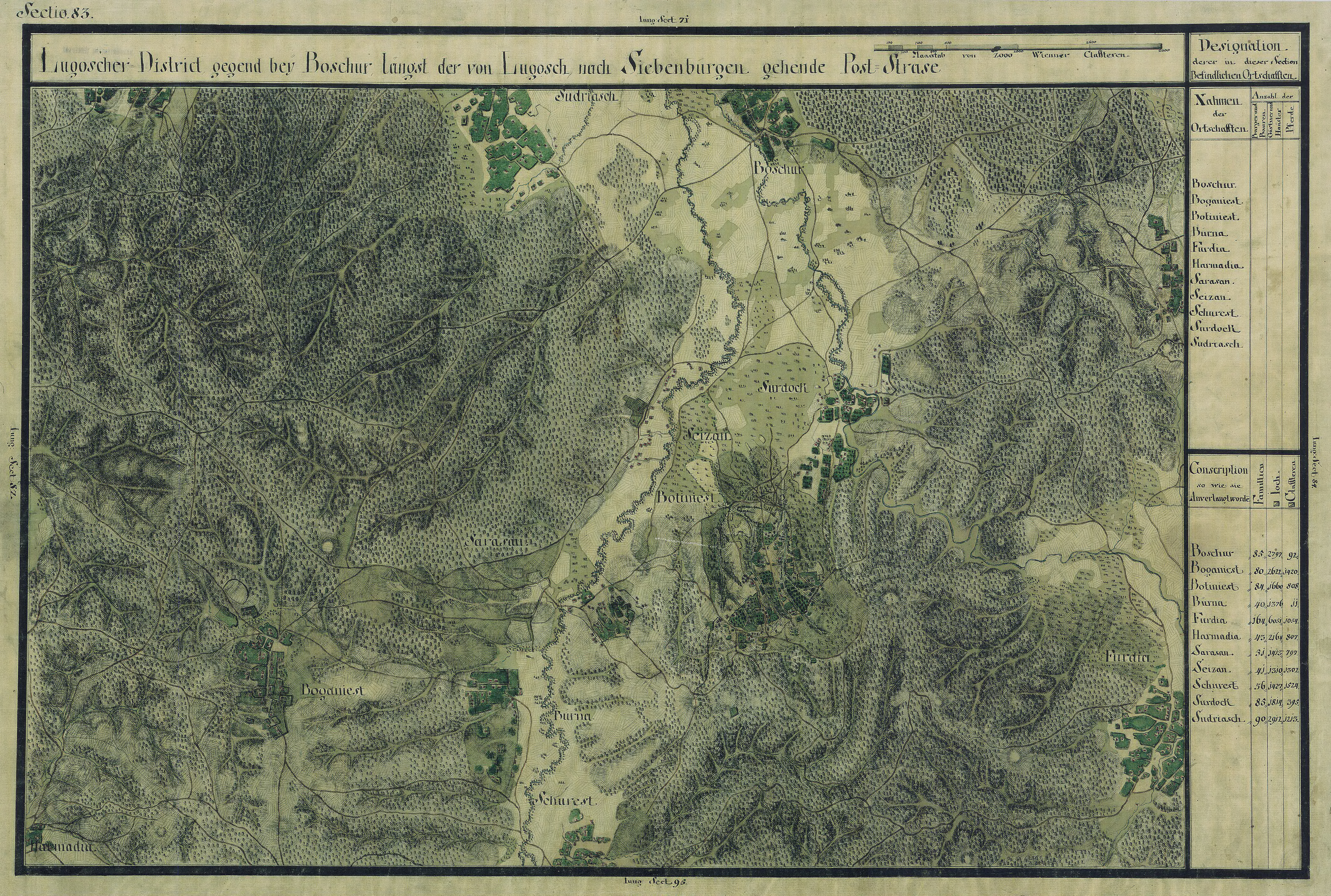
Györösd egy régi térképen

Györösd, románul: Jurești, település Romániában, a Bánságban, Temes megyében.

## Fekvése
Lugostól keletre fekvő település.

## Története
Györösd a középkorban Krassó vármegyéhez tartozott. Nevét 1569-ben és 1599-ben említette először oklevél Giurest néven. 1717-ben Schuresche, Zsuresty, Xurestje, Zsuresti, 1851-ben Zsurest, 1913-ban Györösd néven írták.
1796-ban Vályi András így írt Györösdről: Zsurest. „Oláh falu Krassó vármegyében földes Ura a Királyi Kamara, lakosai ó hitűek, fekszik Birna, Pogányest, és Bottiesthez közel; határa 4 nyomásbéli, nagyobb részén hegyes, s leginkább csak kukoricát terem, erdeje jó, szőleje kevés”
Egy fél évszázaddal később, 1851-ben Fényes Elek írta a településről: „Zsurest, Krassó vármegyében, 10 katholikus, 252 óhitü lakossal, s anyatemplommal”
A trianoni békeszerződés előtt Krassó-Szörény vármegye Lugosi járásához tartozott.
1910-ben 308 lakosa volt, melyből 303 román, 5 magyar volt. Ebből 301 görögkeleti ortodox, 4 református volt.